# Четырёхстолбовой
Четырёхстолбово́й — остров в составе Медвежьих островов в Восточно-Сибирском море. Площадь острова составляет приблизительно 18 км². На острове расположены два кигиляха. Постоянного населения нет, однако по итогам многочисленных экспедиций на острове были обнаружены останки древнеэскимосских жилищ.
Административно относится к Нижнеколымскому улусу Якутии. В 2020 году на территории архипелага, а также сопредельной с ним части материковой суши, был создан государственный природный заповедник «Медвежьи острова».

## Физико-географическая характеристика

### География и геология
Четырёхстолбовой остров входит в Медвежьи острова, расположенных в Восточно-Сибирском море. Расположен в 140 км от устья реки Колыма. Площадь острова составляет около 18 км², длина — около 10 км, ширина — от 0,5 до 2,5 км. На острове преобладают высоту 20—30 метров над уровнем моря, наивысшая точка составляет 94 метра.
Бо́льшая часть острова сложена гранитом, который часто перекрывается четвертичными отложениями с лёссовидной структурой. В восточной части имеется равнинный рельеф покрытый столбообразными останцами и крупноглыбистыми россыпями. Вдоль всей береговой линии находится большое количество крупных и глубоких оврагов, которые образовались из-за эрозии вечномёрзлых толщ четвертичных отложений. Также на острове имеются немногочисленные полоски галечных и песчаных пляжей в основном лишённых растительности. На острове расположены гора и два кигиляха.

### Климат
Климат морской полярный. Безморозного периода нет, в любое время вегетационного периода, длящегося не более 50—70 дней, характерны ночные заморозки. По данным за 1980 год средняя температура воздуха на острове в июле составляла 2,1 °C, максимальная — 23 °C, среднемноголетнее число солнечных дней в июле—августе — 2,5. Для летнего периода характерны морские туманы.

### Флора и фауна
Как и на других островах архипелага, на Четырёхстолбовом обитают северные олени и мыши. С материка на остров заходят волки, лисицы и белые медведи. Белые медведи на острове устраивают родовые берлоги.
По данным исследования флоры сосудистых растений на Четырёхстобовом, проведённого Т. М. Заславской и Т. В. Плиевой с 28 июля по 12 августа 1980 года, на острове было обнаружено 112 видов и подвидов сосудистых растений, из которых были наиболее распространены маки, Leymus interior и Potentilla hyparctica.
Остров, как и весь архипелаг, входит в государственный природный заповедник «Медвежьи острова», учреждённый 30 июня 2020 года.

## История
Четырёхстолбовой, как и другие острова архипелага, был обнаружен в 1710 году казаком Яковом Пермяковым и нанесён на карты в 1769 году прапорщиками Иваном Леонтьевым, Иваном Лысовым и Алексеем Пушкарёвым. С 1821 по 1823 года во время мореплаватель Фердинанд Врангель Петрович во время своей экспедиции проводил обследования Медвежьих островов, нанеся часть архипелага на карту, дав название Четырёхстолбовому и описав на нём 4 кигиляхя, из-за которых остров получил соответствующее название.
В 1912 году Медвежьи острова были исследованы в рамках Гидрографической экспедиции Северного Ледовитого океана 1910—1915 годов на ледоколах «Таймыр» и «Вайгач». 17 июля ледоколы остановились у северного берега Четырёхстолбового, простояв там до 19 июля. За это время на острове был определён астрономический пункт, проведены магнитные и геологические наблюдения, а также были обнаружены полусгнившие лыжи, остатки юрт и кусок выделанной оленьей шкуры. Затем ледоколы обплыли все острова, описав их и измерив глубину.
В 1933—1934 годах И. Е. Воробьёв проводил биологические и географические исследования на Четырёхстолбовом, отметив на составленной им геоморфологической карте острова четыре кигиляха. С 1933 до 1995 года на Четырёхстолбовом работала постоянно действующая советская полярная станция. В 1935 году геолог Сергей Владимирович Обручев посетил остров, обнаружив на нём уже три кигиляха высотой более 15 метров. Сотрудники полярной станции на острове А. М. Сырчин и Н. В. Андреев в 1948—1949 годах и 1953 году соответственно провели раскопки некоторых жилищ, обнаруженных на острове. По итогам раскопок были вывезены и переданы специалистам коллекции разнообразных археологических артефактов (роговые, деревянные, костяные и металлические изделия), которые были отнесены к эскимосским культурам бирнирк, пунук и туле конца I — середины II тысячелетий н. э.
В 1985—1988 годах Янская геологоразведочная экспедиция работала на Медвежьих островах. Один из её участников — старший научный сотрудник Института мерзлотоведения СО АН СССР С. Д. Разумов, отметил, что на Четырёхстолбовом уцелело только два кигиляха, а от третьего остался небольшой останец высотой около одного метра. В 1995 году на острове Приленская археологическая экспедиция ЦААПЧ АН РС провела разведочные работы под руководством Ю. А. Мочанова. В результате работ удалось обнаружить каменные наконечники метательных орудий, относящихся к каменному веку, а также провести небольшие раскопки некоторых древнеэскимосских жилищ.
В 2021 году сотрудниками Института биологических проблем криолитозоны СО РАН, Института археологии и этнографии СО РАН, Арктического научно-исследовательского центра РС (Я), Национального парка «Ленские столбы» и государственного природного заповедника «Медвежьи острова» были проведены археологические работы на острове. Экспедиция обошла остров и обнаружила 9 жилищ, 6 из которых находились в группах по 3 жилища в каждой. В жилищах были обнаружены фрагменты керамики и изделий из дерева, рога, кости и камня.

## Галерея

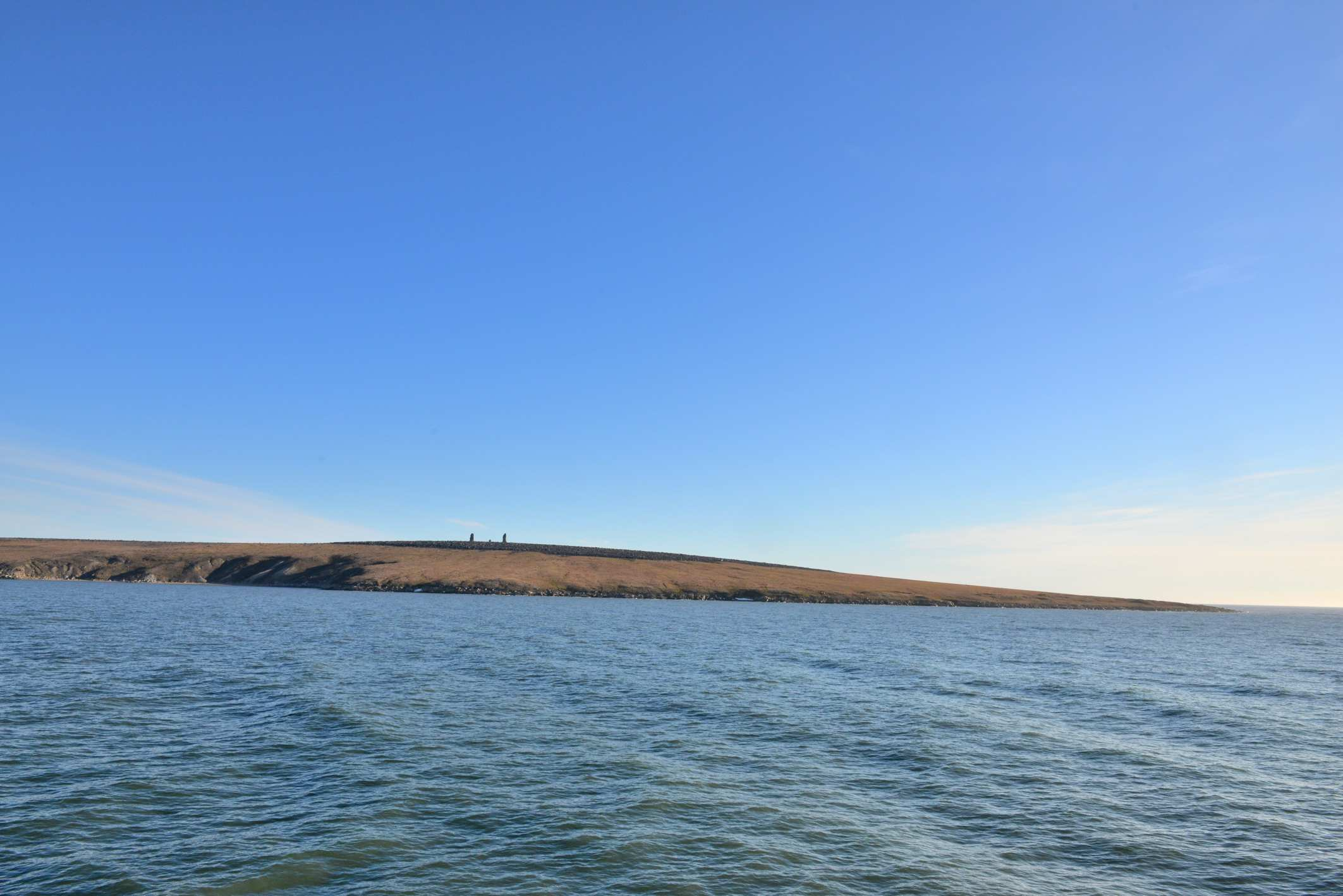
Четырёхстолбовой остров летом
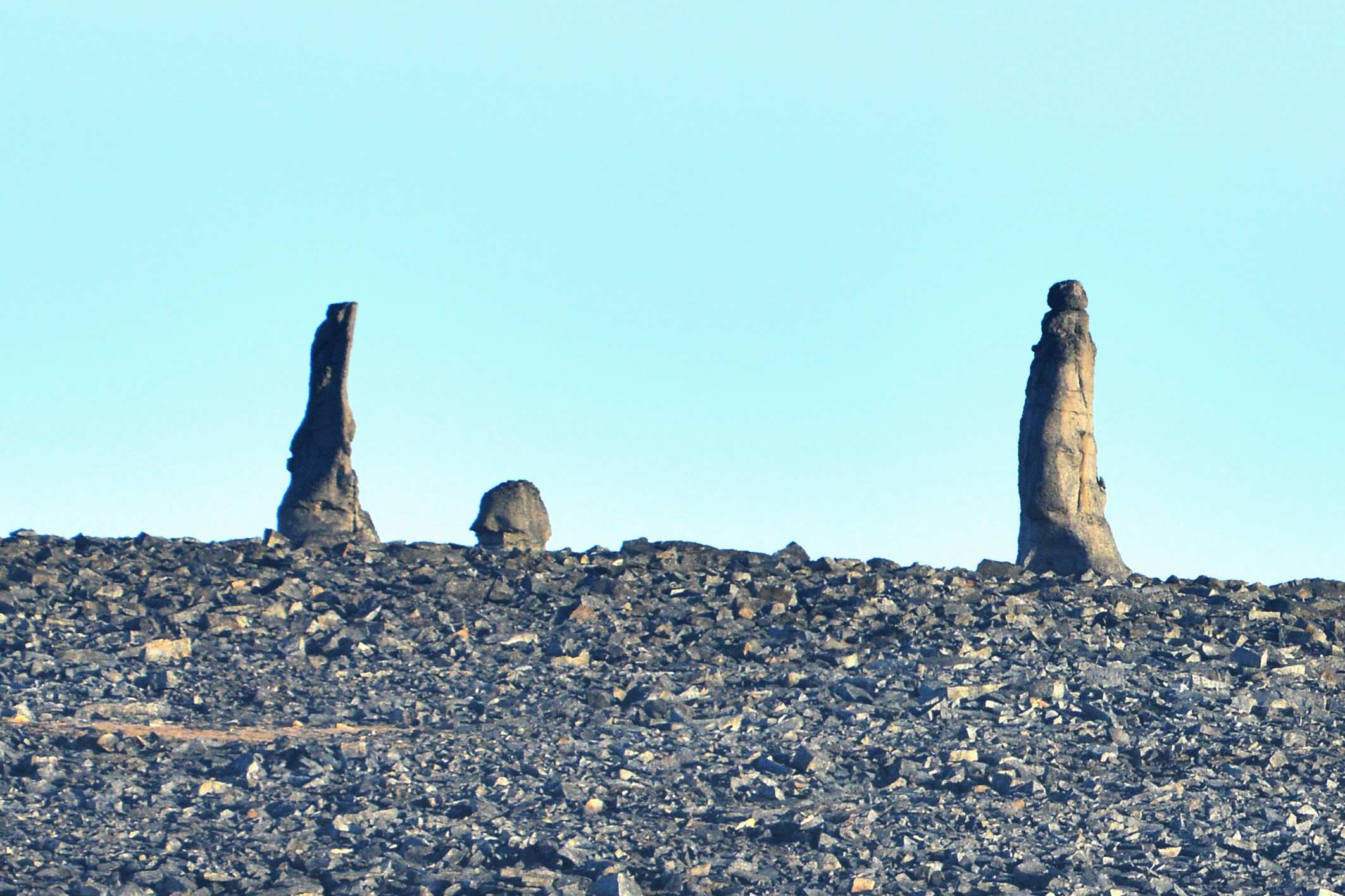
Кигиляхи на Четырёхстолбовом острове
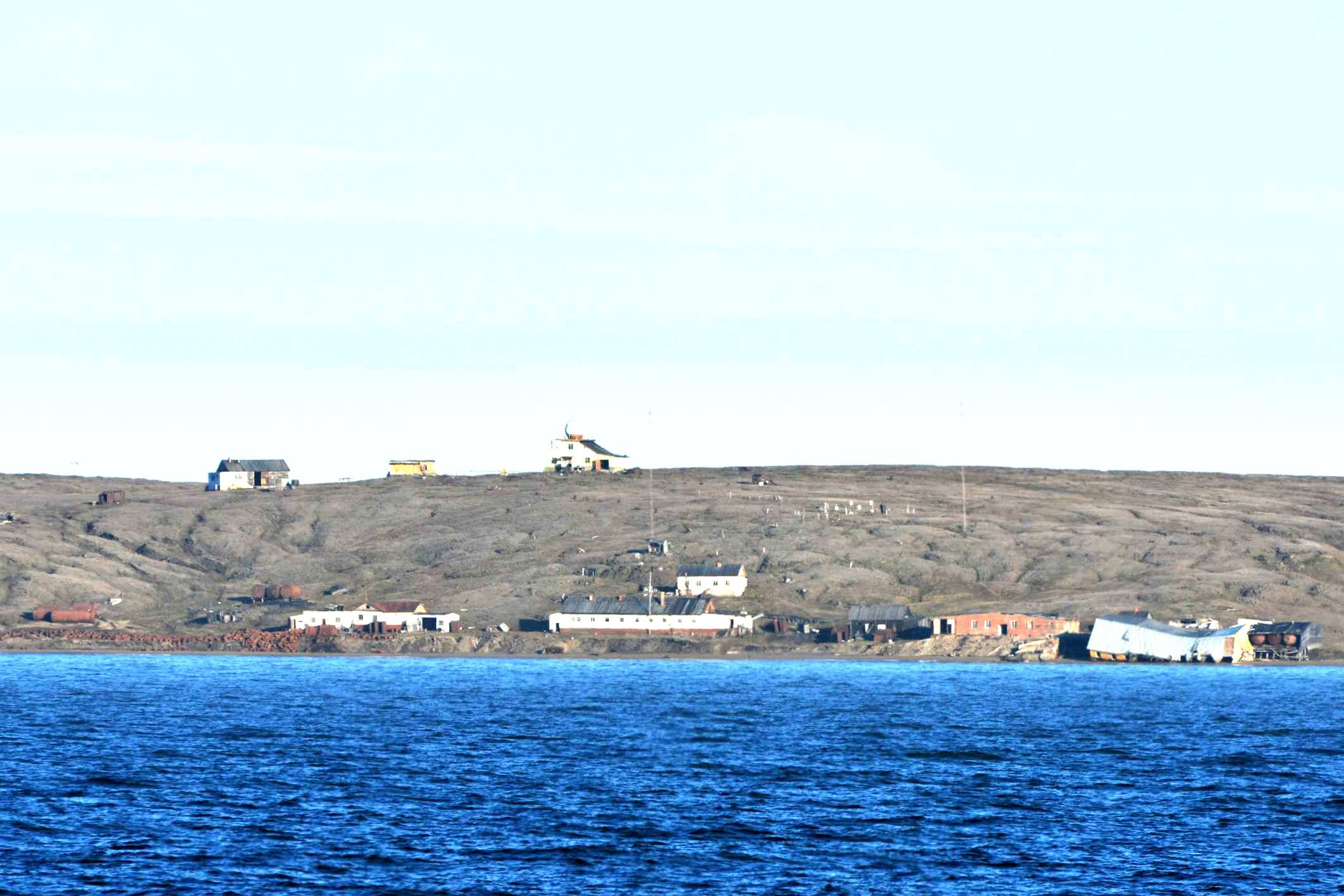
Полярная станция на Четырёхстолбовом острове
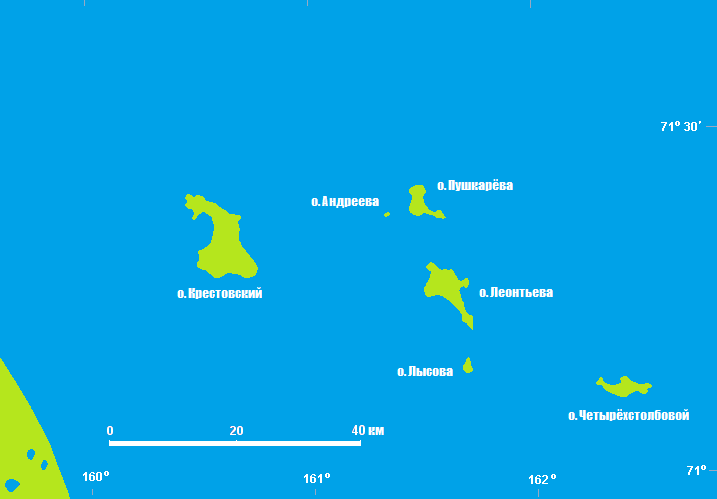
Четырёхстолбовой остров на карте Медвежьих островов (в правом нижнем углу)